# Михаило Маџаревић
Михаило И. Маџаревић (Мургаш, 13. јануар 1894 — Либертивил, 20. фебруар 1965) био је српски официр и ратник из балканских и Првог светског рата.
Носилац је три Карађорђеве звезде, Сребрне и Златне медаље за храброст, Ордена белог орла са мачевима, Албанске споменице, Ордена Легије части и енглеског Ратног крста.

## Балкански ратови
Ратни пут Михаило Маџаревић започео је као тек свршени деветнаестогодишњи питомац и поднаредник српске војске, у октобру 1912. године који се поклапа са почетком Првог балканског рата. Први рат и прво ванредно унапређење, које је заслужио испољеном храброшћу. Из Другог балканског рата је изашао као потпоручник и поред прележане колере, за храброст и заслуге у бици на Брегалници.

## Први светски рат
Почетак Првог светског рата га је затекао на служби у Скопљу, али је одмах био пребачен у околину Лознице, где се истакао у борбама у току битке на Гучеву и био рањен у околини Каменице код Ваљева. Као резултат заробљавања већег броја официра аустроугарске војске које је заробио са својом јединицом, Михаило је добио златну медаљу за храброст.

### „Ловац на живе језике”
Добијањем медаље и низом следећих догађаја у току рата, постао је „жива легенда” српске војске и добио назив „ловац на живе језике”.
Остаће упамћен по специјалној операцији извиђања на Мачванском фронту, где је у ноћи између 8. и 9. маја 1915. као млади официр са 16 војника у три чамца прешао реку Саву недалеко од Владимираца и на супротној страни заробили одељење извиђача са старешином и пребацили на српску страну. Истрагом су добијени важни подаци о противничким снагама. Маџаревић је за тај подвиг одликован Орденом Карађорђеве звезде са мачевима 4. реда, а његови војници Обилићевом медаљом за храброст.
Слична акција поновљена је 22. маја у рејону Новог Села, када су заробљени један поднаредник, каплар и седам редова.
У ноћи између 26. и 27. маја потпоручник Маџаревић је са групом од тридесетак добровољаца неопажено прешао Саву код села Прово надомак Владимираца. Заробили су једног непријатељског војника који их је обавестио о снази и распореду своје јединице. Нападачи су опколили њихову земуницу у коју су се сместили по повлачењу из ровова и заробили осморицу. Чамцима су пребацили заробљенике на српску обалу, а Маџаревић и део добровољаца вратили су се и ухватили још једно аустроугарско одељење на локацији наспрам Бељина. Након ових подухвата сазнао је да су непријатељи уценили његову главу на 50.000 круна.

### Солунски фронт
Следио је слом српске војске и он се са српском војском повлачи преко Албаније до Крфа, да би након опоравка, учествовао у акцијама на Солунском фронту. После сусрета са регентом принцом Александром Карађорђевићем, био је са његове стране, ванредно унапређен у чин капетана.
У току борби на Солунском фронту, током битке на Кајмакчалану, десио се његов најблиставији моменат у војничкој каријери. После успешне акције, којом је руководио, уништено је митраљеско гнездо и омогућено освајање највишег врха Кучков камен (2525 нм). Тој акцији су присуствовали будући краљ Александар, војвода Живојин Мишић и француски генерал Морис Сарај, после које су га престонаследник и генерал наградили својим одликовањима Орденом Карађорђеве звезде и Орденом легије части, а војвода Мишић, ванредно унапредио у чин мајора.
То се све догодило у двадесетчетвртој години Михаила Маџаревића, тако да је он постао најмлађи мајор у српској војсци и једини официр којег су ванредно унапредили Краљ Петар, Регент Александар и Војвода Мишић.
После рањавања и опоравка у Бизерти, вратио се и учествовао у пробоју Солунског фронта и ослобађању Србије. Код Рековца су водили последњу борбу у Првом светском рату.

## Послератни период
При крају рата, у Бијељини је упознао свештеничку кћи, са којом се оженио и изродио троје деце. Демобилисан је 1920. године, да би 1933. године објавио књигу сећања „Кроз сјај и сенке рата”, само са потписом мајор Маџаревић.
Када је избио Други светски рат, након слома наше војске, одбио је позив да приступи формацијама Недићеве Србије. После хапшења и боравка у логору Бањица, одвели су га у заробљеништво у Немачку.
По завршетку рата одбио је да се врати у комунистичку Југославију, и отишао је у Америку. Умро је 1965. године у Либертивилу, где је и сахрањен у порти манастира Светог Саве.